# Dilophodes xanthura
Dilophodes xanthura là một loài bướm đêm trong họ Geometridae.